# Jason Segel
Jason Jordan Segel, född 18 januari 1980 i Los Angeles, är en amerikansk skådespelare och manusförfattare.

## Biografi
Jason Segel föddes i Los Angeles men växte upp i Pacific Palisades, Kalifornien. Hans far är jude och hans mor kristen och han uppfostrades judiskt och har gått i både episkopal och hebreisk skola. Han har en äldre halvbror och en yngre syster.
Segel är främst känd för sina roller i TV-serierna Nollor och nördar där han spelar Nick Andopolis och How I Met Your Mother där han spelar Marshall Eriksen. När han medverkade i Nollor och nördar var han ihop med Linda Cardellini, vilken också medverkade i serien. Deras förhållande tog emellertid slut strax efter att serien lagts ned.
Han har även skrivit manuset till Dumpad där han även spelar huvudrollen. Filmen handlar om honom själv och är baserad på tiden efter det att hans förhållande med Linda Cardellini tagit slut.
Han spelar också ofta piano på film. Han har skrivit låtar till How I Met Your Mother och Dumpad.
Mellan 2012 och 2013 hade Segel ett förhållande med skådespelaren Michelle Williams.

## Filmografi i urval

### Filmer
- 1998 - Alla var där
- 1998 - SLC Punk!
- 2002 - Slackers
- 2003 - 11:14
- 2007 - På smällen
- 2008 - Dumpad
- 2009 - I Love You, Man
- 2010 - Gullivers resor
- 2010 – Dumma mej (röst)
- 2011 - Bad Teacher
- 2011 – Jeff, Who Lives at Home
- 2011 - Mupparna
- 2012 – The Five-Year Engagement
- 2012 – This Is 40
- 2013 – This Is the End
- 2014 – Sex Tape
- 2015 – The End of the Tour

### TV-serier
- 1999–2000 – Nollor och nördar (TV-serie)
- 2001–2002 – Panik i plugget (TV-serie)
- 2005–2014 – How I Met Your Mother (TV-serie)
- 2023–2024 – Shrinking (TV-serie)